# Alexander Coosemans

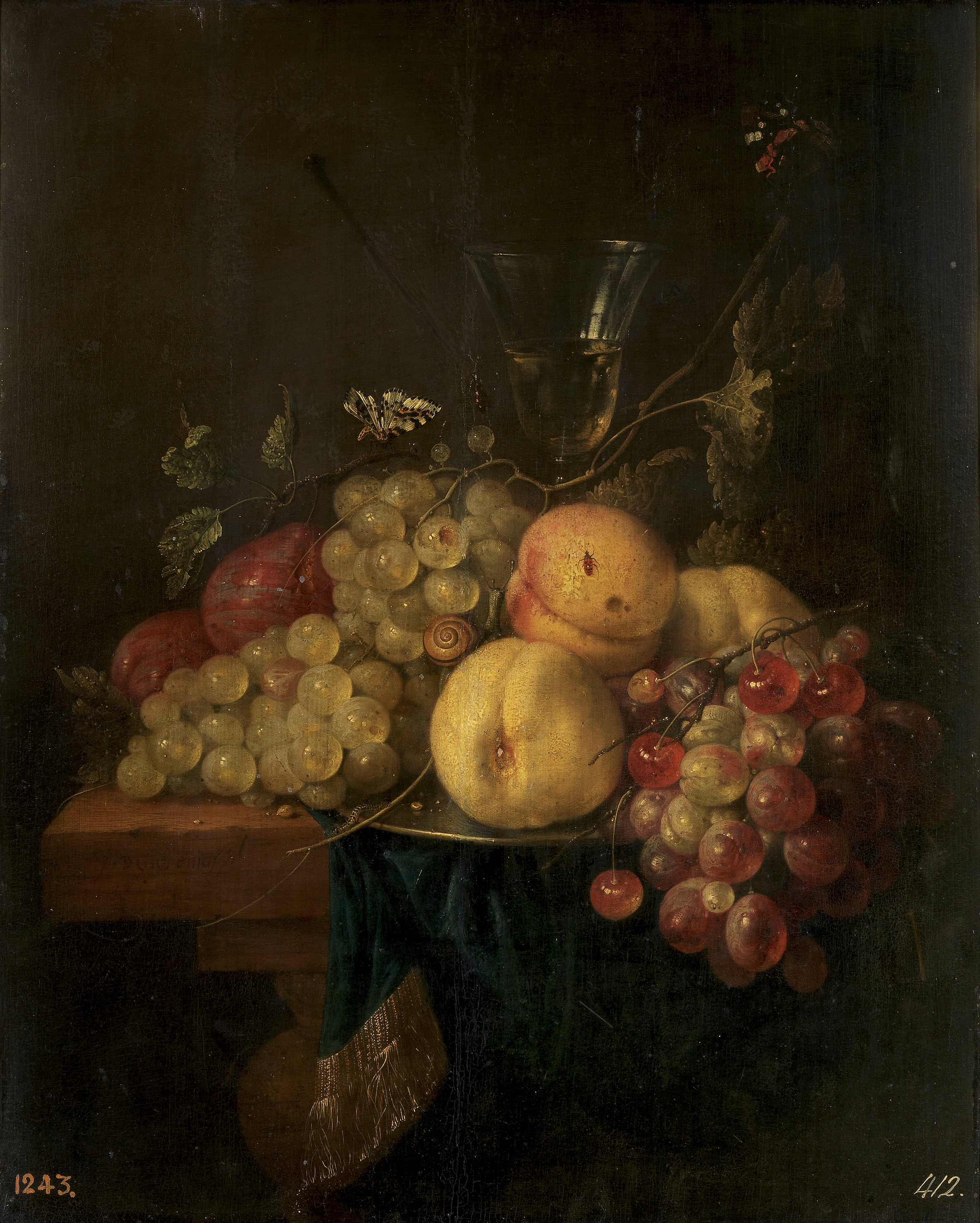
Fruiter, oli sobre llenç, 49 x 40 cm, Madrid, Museu del Prado

Alexander Coosemans (Anvers, 1627 – 1689), va ser un pintor barroc flamenc, especialitzat en natures mortes. Deixeble i seguidor de l'estil de Jan Davidsz de Heem, en 1645 va ingressar com a mestre en el gremi de Sant Lluc de la seva ciutat natal. El 1649 va viatjar a Roma on va romandre fins a 1651, per retornar després a Anvers, on romandria ja fins a la seva mort el 28 d'agost de 1689. Com a pintor va tractar tots els gèneres de la naturalesa morta, des de les tradicionals natures mortes de variades i exòtiques fruites i objectes d'aixovar, alguna vegada amb fons de paisatge i forts contrastos de llum, a les vanitas (Vanitas amb crani, rellotge de sorra, vetlla, llibre, carta i un crucifix en un sòcol de pedra, Brussel·les, Koninklijke Musea voor Schone Kunsten), el bodegó de caça amb mariscs i algun au o les garlandes de flors i altres arranjaments florals, ocasionalment emmarcant crucifixos o calzes (Copenhaguen, Statens Museum for Kunst) per compondre al·legories religioses.